# Hemphill Island
Hemphill Island är en ö  i havet utanför Östantarktis. Australien gör anspråk på området.